# Le Colosse anarchique
Le Colosse anarchique (titre original : (en) The Anarchistic Colossus) est un roman de science-fiction publié en 1977 par A. E. van Vogt.

## Contexte du roman
Les joueurs Igs
L'auteur suppose que l'espèce extraterrestre Ig est une société féodale dirigée par des Nobles dont le principal objet est l'extension territoriale à travers l'espace par l'utilisation du Jeu. Ce Jeu consiste à examiner attentivement une planète et, le jour choisi, de l'envahir afin de la soumettre le plus rapidement possible, en alliant l'efficacité technique et « l'esthétisme militaire ». Seuls les Nobles de la planète Ig ont le droit de jouer au Jeu.
L'anarchie autoritaire et capitaliste terrienne
L'anarchie décrite par Van Vogt peut être qualifiée d'anarchie capitaliste et autoritaire dans le sens où elle a été imposée mais surtout parce que les citoyens sont sans cesse surveillés par des millions de robots. Ces robots, les Kirlians, sont programmés pour observer les agissements des individus, mesurer leur état d'esprit, et les punir s'ils ne respectent pas les règles qui ont été fixées (interdiction de la violence, absence d'intention hostile envers d'autres individus, de dégradation volontaires, du vol, etc). Les Kirlians peuvent « scanner » les individus, déterminer leurs intentions et même connaître les crimes commis par ceux-ci précédemment. Les punitions infligées pour non-respect des règles sont diverses : d'un retrait de conscience d'une durée variable (concrètement un tir de rayon laser qui rend inconsciente la cible) à l'enfermement dans des camps de rééducation, véritables prisons pour tous les réfractaires.
Pour justifier cet autoritarisme, Van Vogt précise dans son introduction que :

« […] la nature même de l'humanité, et particulièrement celle de l'homme, comme on l'a observé depuis bien longtemps, ne tend pas à s'améliorer. […] La conduite humaine est incorrigible dans son éternelle folie dangereuse. »

Partant de ce postulat, Van Vogt décide de décrire « quelle sorte de technologie serait nécessaire pour maintenir un système d'anarchisme en tenant compte de la conduite déplorable du genre humain. »

## Résumé
Une espèce d'extraterrestres, les Igs, souhaite envahir la Terre dans le cadre d'un Jeu de conquête et de destruction auquel les Nobles de la planète prennent grand plaisir. Sur la planète Terre, le système politique est l'anarchie anarcho-capitaliste.
Le lecteur suit les aventures de Chip Mitchum. Il s'agit d'un jeune homme qui s'est battu contre la flotte Ig, et la plupart des membres de son vaisseau spatial ont été tués. Il revient sur Terre et a du mal à se réhabituer à la « vie anarchiste ». Chip ignore que le chef Ig chargé de l'invasion de la Terre (« slua-Ig ») a décidé de suivre tous ses faits et gestes pendant quelques jours afin de comprendre le mieux possible la mentalité et les tréfonds de la psychologie humaines ainsi que le système économico-politique anarchiste (chapitres 1 à 29).
À la fin du roman, un duel mental a lieu entre Chip Mitchum et le slua-Ig. Ce dernier découvre que la civilisation humaine est plus forte qu'il ne le croyait. Il découvre aussi avec stupeur que la civilisation Ig est minée de l'intérieur par des révolutionnaires qui détestent le régime féodal étriqué et stupide mis en place. Les révolutionnaires, qui sont pour la plupart des militaires officiers supérieurs, ont repris l'idée du « système Kirlian » aux humains, ont fabriqué en secret des milliers de robots Kirlian et ont décidé de prendre le pouvoir par un coup d'État. Le coup de force se produit quelques heures avant le déclenchement de l'attaque par le slua-Ig : il est démis de ses fonctions et l'invasion de la Terre est annulée. Le système politique anarchique humain va se répandre dans la galaxie (chapitres 30 à 35 ).